# He Would a Hunting Go
He Would a Hunting Go é um curto filme mudo norte-americano de 1913, do gênero comédia, dirigido por George Nichols e estrelado por Fatty Arbuckle.

## Elenco
- Fatty Arbuckle
- Alice Davenport
- Billy Gilbert - (como Little Billy Gilbert)
- Grover Ligon
- Hank Mann
- Harry McCoy
- Al St. John